# 吴立新 (采矿工程专家)
吴立新，中南大学教授，国际欧亚科学院院士，九三学社社员、中国共产党党员。2004年入选第六批中国教育部长江学者特聘教授，曾任国务院学位委员会第七届测绘学科评议组成员兼召集人。
吴立新长期从事矿山测量、地球空间信息及地灾感知认知研究，是中国科技部GEO专家组成员、美国科学促进会（AAAS）会员，并为中国煤炭学会资深会员及矿山测量专业委员会名誉委员。